# Luigi Guanella
Luigi Guanella, S.d.C. (19. prosince 1842, Fraciscio di Campodolcino – 24. října 1915, Como) byl italský římskokatolický kněz, zakladatel kongregace Služebníků lásky, které byl sám členem, a kongregace Dcer Panny Marie Boží Prozřetelnosti. Katolická církev jej uctívá jako světce.

## Život

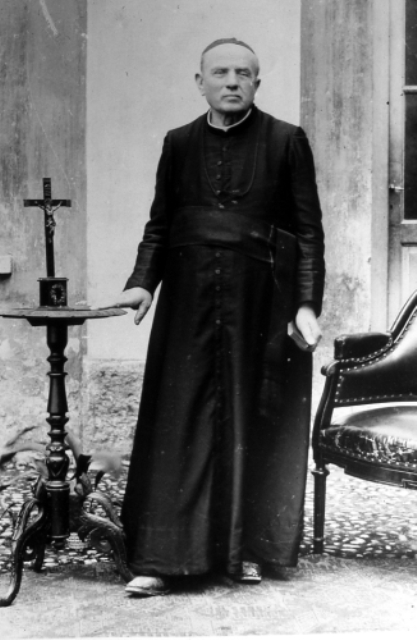
Fotografie

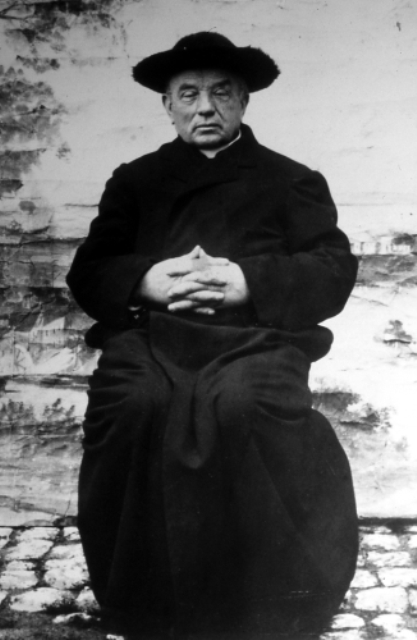
Fotografie

Narodil se dne 19. prosince 1842 v Fraciscio di Campodolcino jako dvanáctý ze třinácti dětí rodičům Lorenzovi Bianchimu a Marii Bianchi. Studoval na Gallio College v Comu a následně v kněžských seminářích. Dne 26. května 1866 jej biskup z Foggia Bernardino Frascolla vysvětil na kněze.
Jako duchovní dloužil nejprve roku 1866 v Prostu (část obce Piuro) a poté v letech 1867–1875 v Savognu (část obce Piuro). V tomto období se setkal se sv. Janem Boscem a jeho dílem. Vstoupil do kongregace salesiánů, kde však složil pouze dočasné sliby a poté, co byl poslán do jiné oblasti mimo komunitu mu vypršely. Následně byl farářem ve Valtellině, v Traoně v letech 1878–1881, poté několik měsíců v Olmu (část obce San Giacomo Filippo) a nakonec v Pianello del Lario v letech 1881–1890.
V letech 1888 a 1893 se setkal s papežem Lvem XIII. Měl blízko také k dalším papežům, kdy se sv. Piem X. se setkal ještě před jeho zvolením roku 1891.

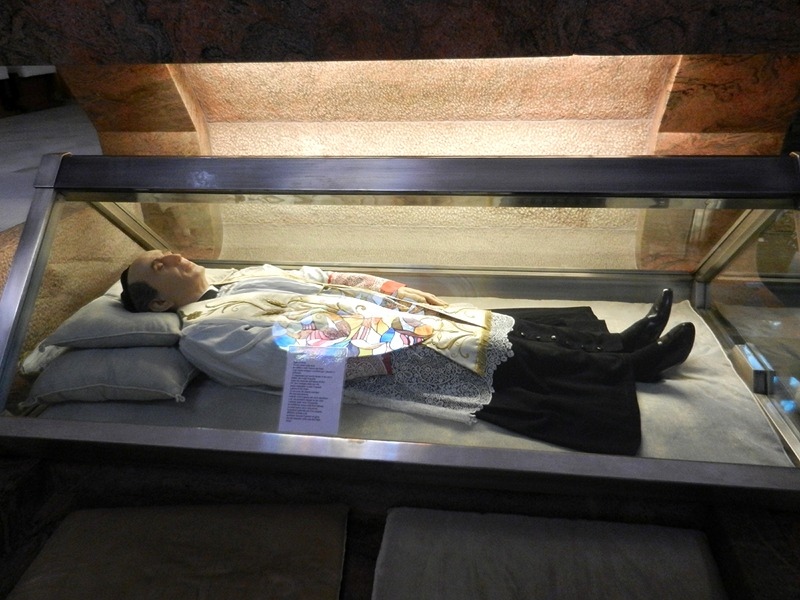
Jeho tělo ve svatyni Nejsvětějšího Srdce v Comu

V Pianellu převzal hospic založený jeho předchůdcem Carlem Coppinim. Navázal na jeho dílo a spolu s bl. Chiarou Bosatta založil ženskou řeholní kongregaci Dcer Panny Marie Boží Prozřetelnosti. Roku 1908 založil mužskou větev kongregace Služebníky lásky. Jím založené kongregace se začaly rozrůstat a šířit do více oblastí.
Dne 27. září 1915 byl v Comu zasažen paralýzou. O dva dny později jej navštívil sv. Luigi Orione. 4. října téhož roku obdržel apoštolské požehnání od papeže Benedikta XV.
Zemřel dne 24. října 1915 v Comu. Jeho slavnostní pohřeb se za hojné účasti lidu konal 28. října téhož roku v katedrále Nanebevzetí Panny Marie v Comu. Obřadu předsedal kardinál bl. Andrea Carlo Ferrari, který jeho dílo podporoval. Jeho tělo je uchováváno ve svatyni Nejsvětějšího Srdce v Comu.

## Úcta
Jeho beatifikační proces započal dne 19. července 1939, čímž obdržel titul služebník Boží. Dne 6. dubna 1962 jej papež sv. Jan XXIII. podepsáním dekretu o jeho hrdinských ctnostech prohlásil za ctihodného. Dne 15. července 1964 byly uznány zázraky na jeho přímluvu, potřebné pro jeho blahořečení.
Blahořečen pak byl dne 25. října 1964 v bazilice sv. Petra papežem sv. Pavlem VI. Dne 1. července 2010 byl uznán zázrak na jeho přímluvu, potřebný pro jeho svatořečení. Svatořečen pak byl dne 23. října 2011 na Svatopetrském náměstí papežem Benediktem XVI.
Jeho památka je připomínána 24. října. Bývá zobrazován v kněžském oděvu. Je patronem obou jím založených kongregací.